# Hugues de Brienne
Pour les autres membres de la famille, voir Maison de Brienne.
Pour les articles homonymes, voir Brienne.
Hugues, comte de Brienne et de Lecce (v. 1240 - 9 août 1296,), est le deuxième fils survivant du comte Gautier IV de Brienne et de Marie de Lusignan.

## Biographie
Après son assassinat en 1246 au Caire, son père, comte de Jaffa et d'Ascalon en Palestine, est remplacé par son fils aîné Jean. À la mort de Jean (v. 1260), Hugues hérite du comté de Brienne, en France. Il revendique la principauté de Tarente et le comté de Lecce dans le sud de l'Italie, qui ont été confisqués à sa famille en 1205.
Il revendique également la régence du royaume de Jérusalem en 1264 comme héritier principal de Alix de Champagne-Jérusalem et Hugues Ier de Chypre, étant le fils de leur fille aînée, mais la Haute Cour lui préfère son cousin Hugues III de Lusignan. Il prend peu de part par la suite aux affaires de la Terre-Sainte. À la mort de Hugues II de Chypre en 1267, et malgré les droits de Hugues comme héritier principal, c'est Hugues III de Lusignan qui obtient la couronne de Chypre. Après l'exécution de Conradin, roi de Jérusalem en 1268, la succession passe encore à Hugues III.
Hugues décide de tenter sa chance en Europe plutôt qu'outremer, et prend du service auprès de Charles Ier de Naples. Charles le nomme capitaine-général de Brindisi, d'Otrante et des Pouilles et seigneur de Conversano. Il devient un fervent partisan de la cause angevine en Italie. Il obtient pour ces services la restitution du comté de Lecce. Il est fait prisonnier à la baie de Naples en 1284 avec Charles II de Naples et de nouveau lors de la bataille des Comtes en 1287, deux batailles navales contre Roger de Lauria. Sur l'une de ces occasions, il a obtenu sa libération conditionnelle, en laissant son fils unique Gauthier comme otage.
En 1291, il épouse en secondes noces Hélène Ange Comnène, régente du duché d'Athènes et sœur du prince de Thessalie.
Il est tué en Sicile, lors de la bataille de Gagliano, en luttant contre les Almogavres catalans. Son fils lui succède.
De son premier mariage avec Isabelle de La Roche, fille de Guy Ier duc d'Athènes de 1225 à 1263, il a deux enfants, Gautier et Agnès, épouse du comte Jean II Blondel de Joigny. Du second avec Hélène Comnène, il a une fille, Jeanne, qui épouse le duc de Naxos Niccolò Sanudo.

## Sources
- (en) Cet article est partiellement ou en totalité issu de l’article de Wikipédia en anglais intitulé « Hugh, Count of Brienne » (voir la liste des auteurs).